# Nicolas de Flécelles de Brégy
Nicolas de Flécelles, greve de Brégy, född omkring 1615 och död 1689, var en fransk greve och diplomat.
de Brégy började sin baran som parlamentsråd men blev senare krigare och diplomat. Han förmedlade som sändebud i Polen Marie Louise av Mantovas giftermål med kung Vladislav IV av Polen, vilket var av stor vikt för Frankrikes inflytande i Polen. Han sändes därefter till Sverige, där han kom i hög gunst hos drottning Kristina. Återkommen till Frankrike ägnade han sig åter åt militärbanan.